# Estatutos de limpieza de sangre

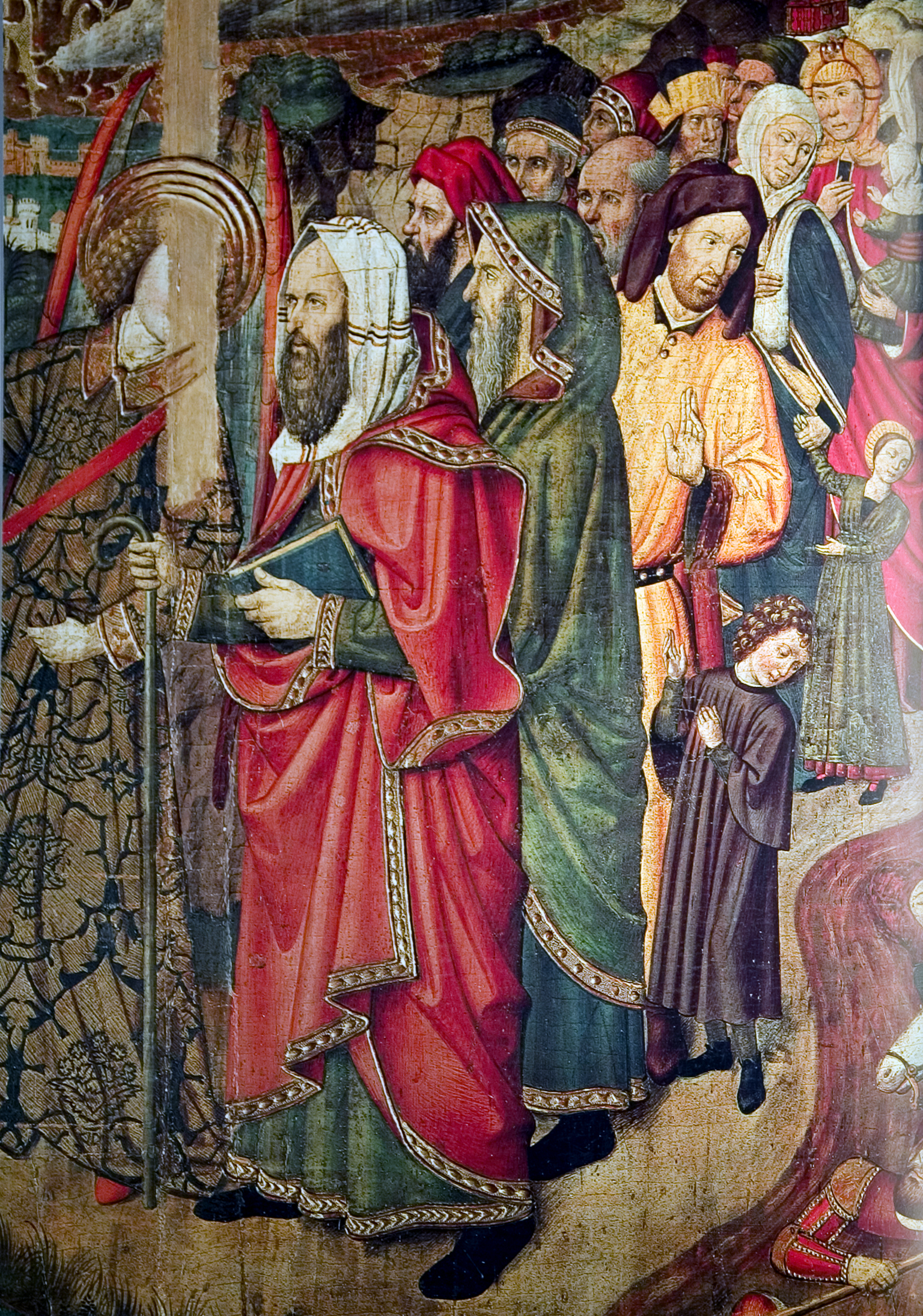
Judíos del, representados atravesando el mar Rojo. Retablo de la catedral de Barcelona pintado por Jaume Huguet (1412-1492).

Los estatutos de limpieza de sangre fueron el mecanismo de discriminación legal en la Monarquía hispánica (y el Reino de Portugal) hacia la minoría judeoconversa (cuyos miembros, junto con los de la minoría morisca, constituían los «cristianos nuevos»). Consistían en exigir, al aspirante que ingresaría en las instituciones que lo adoptaban, el requisito de descender de padres que pudieran probar ser descendientes de cristiano viejo. Surgieron a partir de la revuelta de Pedro Sarmiento (Toledo, 1449), a consecuencia de la cual se redactó la Sentencia-Estatuto. Causó el rechazo de determinados sectores eclesiásticos por el hecho de que presuponían que ni siquiera el bautismo lavaba los pecados de los individuos, algo completamente opuesto a la doctrina cristiana.

Los estatutos de limpieza de sangre se basaban en la idea de que «los fluidos del cuerpo, y sobre todo la sangre, transmitían del padre y la madre a los hijos un cierto número de cualidades morales» y en la de que «los judíos, en tanto que pueblo, eran incapaces de cambiar, a pesar de su conversión». Como dijo fray Prudencio de Sandoval del «santo y prudente» estatuto de limpieza de sangre de la catedral de Toledo de 1555, que sirvió de modelo a todos los posteriores,
[…] ¿quién podrá negar que en los descendientes de los judíos se perpetúa y dura la inclinación al mal de su antigua ingratitud y desconocimiento, como en los negros el accidente inseparable de su negritud? […] El judío puede descender por tres lados de gentilhombres o de viejos cristianos, un único mal linaje lo infecta y lo echa a perder, porque por sus acciones, en todos los sentidos, los judíos son dañinos.
Por otro lado, sigue siendo objeto de debate si los estatutos de limpieza de sangre ibéricos son el origen del racismo europeo moderno. Según Jean-Frédéric Schaub, «la contribución de los estatutos de pureza de sangre ibéricos a la formación de las categorías raciales se sitúa en el punto de unión entre exclusión personal y estigmatización colectiva». Según Max Sebastián Hering Torres, «por primera vez en la historia europea se utilizan los criterios "raza" y "sangre" como estrategia de marginación. Un moralista como Torrejoncillo no duda en afirmar [en Centinela contra judíos] que el judaísmo se define con base en la "sangre", sin importar que la conversión al cristianismo hubiera tenido lugar hace veintiuna generaciones». en los negros el accidente inseparable de su negritud? […] El judío puede descender por tres lados de gentilhombres o de viejos cristianos, que un único mal linaje lo infecta y lo echa a perder, porque por sus acciones, en todos los sentidos, los judíos son dañinos.
Según el historiador José Manuel Nieto Soria, los estatutos de limpieza de sangre fueron la materialización del racismo de la propaganda anticonversa, que sostenía que «la maldad intrínseca de los conversos» era debida a la sangre judía que corría por sus venas.

## Contexto
De acuerdo con las creencias heredadas de la Antigüedad y de la Edad Media, se atribuía a la sangre, uno de los «cuatro humores del cuerpo humano, la capacidad de transportar la cualidad de las personas de generación en generación —mediante procesos internos adoptaba el aspecto de la leche materna y del esperma paterno—. En consecuencia, en el lenguaje ordinario y en el jurídico, la «sangre» designaba la «herencia» —entendida a la vez como 'linaje' (hérédité en francés o heredity en inglés) y como 'sucesión de bienes' (héritage en francés o heritage en inglés)— y además tenía una dimensión espiritual, en relación con la sangre vertida por Cristo en la cruz que sellaba la nueva alianza con el Creador. De esta forma, a la «sangre» se le «atribuía la facultad de transmitir los caracteres físicos y psíquicos de los individuos en el seno de las líneas hereditarias». De ahí, por ejemplo, el interés de los medios sociales que gozaban de privilegios de establecer genealogías «para enraizar su estatus en una superioridad inmemorial y natural».

Como ha destacado Max Sebastián Hering Torres,
[…] la fama y el honor eran principios que determinaban la inclusión y la exclusión en el marco del orden estamental. El honor se derivaba del linaje, del oficio y del estamento y operaba como capital simbólico. Con todo, el honor no era innato, inmutable y perpetuo: debía ser custodiado y protegido. La honra no constituía una categoría cerrada y podía ser variable: los criminales, los vagabundos, los magos, los verdugos, los sepultureros y las prostitutas, todos ellos eran percibidos como deshonrados —por supuesto—, sin olvidarnos de los herejes y los judíos.
Estos últimos «representaban una minoría odiada»; pero, cuando se produjeron las conversiones forzosas que siguieron a los pogromos de finales del siglo XIV, «la otredad de los judíos —visible a través de su atuendo, su vivienda, sus ritos religiosos y sus prácticas alimentarias— pasó a la invisibilidad. La invisibilidad significaba llevar las prácticas culturales a la ilegalidad, a lo subalterno y a lo críptico». Jean-Frédéric Schaub coincide con Hering Torres:
[…] antes de la conversión, los cristianos ya tenían dificultades para identificar a los judíos. Es al menos lo que sugieren las reglamentaciones sobre la vestimenta que les impusieron para hacerlos reconocibles (rodelas amarillas o sombrero rojo). Pero, desde el momento en que los judíos habían recibido el agua del bautismo, su invisibilidad era completa.
El hispanista británico Henry Kamen también ha destacado la importancia del concepto de «honor» en las sociedades estamentales. En su acepción más simple, se basaba en la opinión que tuvieran los vecinos acerca de una persona y quedaba comprometido por un crimen, por una conducta inapropiada. Era, pues, un concepto social. Los marginados no tenían honor. Tampoco los que profesaban otra religión, como judíos y musulmanes. En el siglo XV, con las conversiones masivas de judíos tras las matanzas de 1391 y el ascenso social de estos cristianos nuevos, «lo que comenzó como una discriminación social se convirtió […] en antagonismo social y en racismo», afirma Kamen. Se fue difundiendo la idea, sobre todo en Castilla, de que los «cristianos viejos poseían honor por el mero hecho de no llevar sangre judía en sus venas […] "Aunque pobre —dice Sancho Panza—, soy cristiano viejo y no debo nada a nadie"».
«El argumento principal era el siguiente: en los cuerpos de los judeoconversos, pese a su pertenencia al cristianismo, la sangre judía tenía una incidencia negativa sobre su moralidad y su conducta. Según los cristianos viejos, la sangre de los neófitos influenciaba su ser de tal forma que, siendo cristianos, se seguían comportando como judíos. Dicho de otra forma, la conexión entre las características de la sangre y la conducta se perpetuaba y manifestaba en el cuerpo cristiano cuando se evidenciaba un origen judío», ha explicado Hering Torres.

## Historia

### Orígenes: la «Sentencia-Estatuto» de la ciudad de Toledo (1449)
Los primeros casos de marginación de los judeoconversos aparecen en las décadas iniciales del siglo XV: en 1436 la ciudad de Barcelona prohibió que los conversos pudieran ejercer como notarios; y en 1446 Villena obtuvo un privilegio del rey de Castilla por el que los conversos no podían residir en su término. Pero fue en las décadas centrales del siglo, durante las que tanto la Corona de Castilla como la Corona de Aragón atravesaron por una grave crisis política y social, cuando la discriminación hacia los conversos cobra mayor significación. El caso más importante fue el de la revuelta anticonversa de Toledo de 1449, encabezada por Pedro Sarmiento, durante la cual se aprobó la llamada «Sentencia-Estatuto». Y el 13 de agosto de 1451, el rey dio su aprobación formal a la Sentencia-Estatuto.

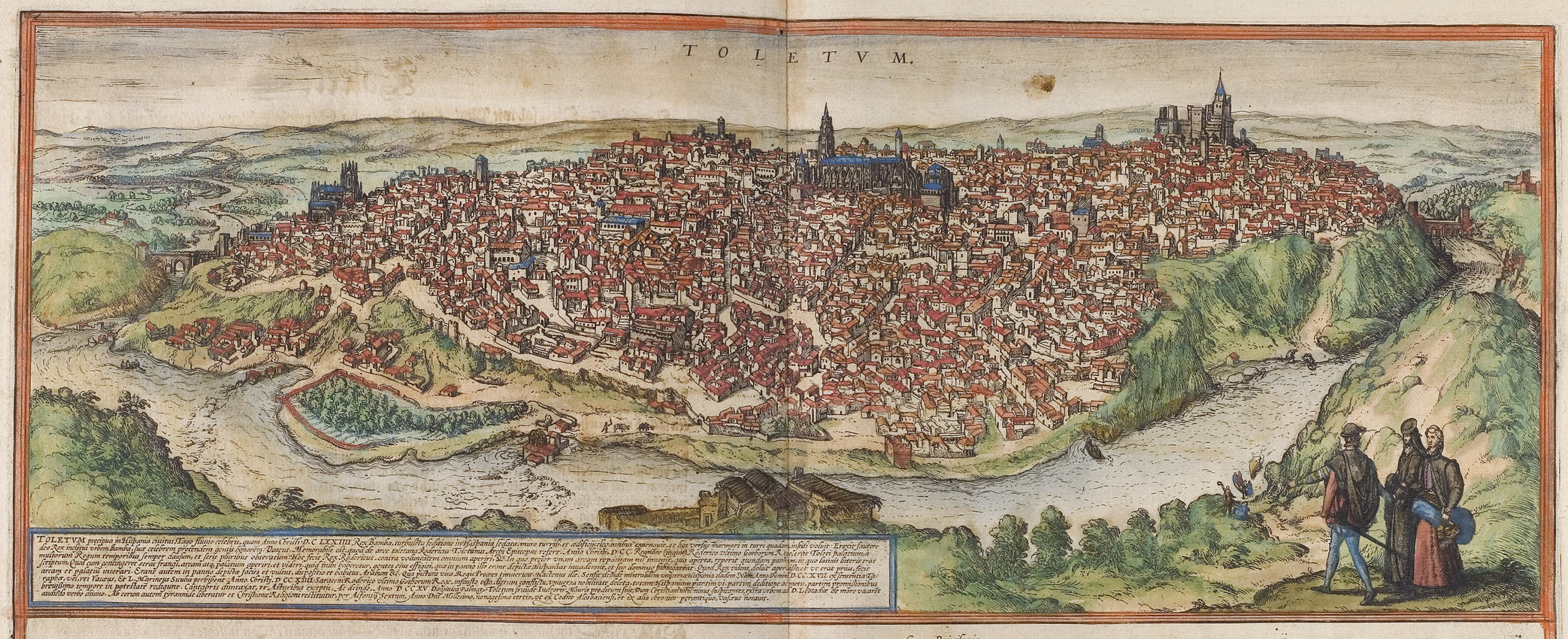
Grabado de la ciudad de Toledo hacia 1570. En Toledo fue donde se aprobó el primer estatuto de limpieza de sangre como respuesta a la revuelta anticonversa de 1449.

La Sentencia-Estatuto de Toledo fue el primer estatuto de pureza de sangre. En él se estableció lo siguiente:

[…] que los conversos de linaje de los judios, por ser sospechosos en la fé de nuestro Señor e Salvador Jesuchristo, en la qual frecuentemente bomitan de lijero, judaizando, no pueden haber oficios ni beneficios públicos ni privados tales por donde puedan facer injurias, agravios e malos tratamientos a los christianos viejos lindos.

 Según Kamen, el rechazo que suscitó la Sentencia-Estatuto entre juristas y eclesiásticos muestra que la idea de la discriminación hacia los cristianos nuevos no estaba tan extendida. El jurista Alfonso Díaz de Montalvo señaló que un judío bautizado no podía ser tratado de forma diferente de un gentil bautizado. El secretario del rey Fernán Díaz de Toledo, de origen converso, redactó una Instrucción dirigida a su amigo Lope de Barrientos, obispo de Cuenca y canciller del rey, en la que destacaba los orígenes conversos de las principales familias nobles de Castilla. El cardenal dominico Juan de Torquemada, en su Tractatus contra Medianitas et Ismaelitas (1449), criticó asimismo la Sentencia-Estatuto. Pero la refutación más importante fue la de Alonso de Cartagena —obispo de Burgos e hijo del converso Pablo de Santa María—, quien en su Defensorium Unitatis Christianae (1449-1450) señaló que la Iglesia católica era el hogar natural de los judíos; un argumento que fue continuado por Alonso de Oropesa, también converso y general de los jerónimos, en su Lumen ad revelationem gentium (1465). En algún caso se llegó a considerar herético el estatuto de limpieza de sangre porque negaba la potencia sacramental del bautismo.
Américo Castro situó el origen de la idea de la «limpieza de sangre» en la propia tradición judía:
Quienes realmente sentían el escrúpulo de la limpieza de sangre eran los judíos. Gracias a las traducciones de A. A. Neuman [The Jews in Spain] conocemos las opiniones legales («responsa») de los tribunales rabínicos, lo cual permite descubrir su antes velada intimidad. Aparece ahí una inquietud puntillosa por la pureza familiar y el qué dirán, por los «cuidados de honor» tan característicos de la literatura del siglo XVII. El judío minoritario vivió a la defensiva frente al cristiano dominador, que lo incitaba o forzaba a conversiones en las que se desvanecía la personalidad de su casta. De ahí su exclusivismo religioso, que el cristiano no sentía antes de fines del siglo XV, si bien más tarde llegó a convertirse en una obsesión colectiva.
El historiador francés Jean-Frédéric Schaub, en cambio, ha atribuido los estatutos de limpieza de sangre a la competencia para el acceso a los cargos y a las dignidades que para los cristianos —quienes pronto se llamarán a sí mismos «cristianos viejos»— suponían los «cristianos nuevos», liberados por fin de las numerosas restricciones que como judíos padecían antes de la conversión. Además, «eclesiásticos y magistrados temían el debilitamiento de la ortodoxia católica romana» que la entrada en la comunidad cristiana de estos nuevos miembros podía suponer.

### Propagación

#### El papel de la Inquisición (1480-1555)

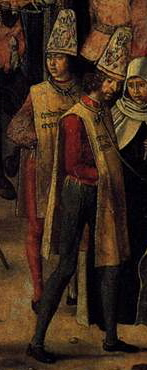
Detalle del cuadro de Pedro Berruguete Auto de fe (h. 1500), en el que aparecen dos penitenciados por la Inquisición española, probablemente judeoconversos, llevando sus respectivos sambenitos

Para Henry Kamen, «fue sin duda la Inquisición la que, a partir de 1480, dio mayor impulso a la propagación de la discriminación [contra los conversos]».

El antagonismo social, del que ya muchos españoles eran conscientes, fue aumentando en ese momento con el espectáculo de miles de judaizantes, a los que se había hallado culpables de prácticas heréticas y a los que se había condenado a la hoguera. Parecía como si la religión verdadera debiera ser protegida excluyendo a los conversos de todos los cargos importantes.

Precisamente la primera institución que adoptó un estatuto de limpieza de sangre, el Colegio Mayor de San Bartolomé, en Salamanca, lo hizo en 1482, el mismo año en que empezó la Inquisición a actuar en la ciudad. Por esas fechas, el Colegio de San Clemente en Bolonia, que acogía a muchos castellanos, excluyó a aquellos que habían huido de Sevilla en 1480, año en que empezó a actuar allí la Inquisición, por no ser «christianos viejos». En 1488 extendió la prohibición a todos los conversos, tras conocerse el asesinato del inquisidor Pedro Arbués en Zaragoza en 1485, que se había licenciado en el colegio. Otros colegios mayores también adoptaron estatutos discriminatorios, como el de Santa Cruz de Valladolid en 1488 o el de San Ildefonso en 1516. Algunas instituciones eclesiásticas asimismo los adoptaron, como el monasterio de Santo Tomás de Aquino de Ávila —petición que fue formulada al papa en 1496 por el inquisidor general Tomás de Torquemada— o los cabildos de las catedrales de Badajoz (1511) y de Sevilla (1516).
Paradójicamente, la Inquisición adoptó al principio una norma de «limpieza de sangre» menos restrictiva, pues en su reglamento, aprobado por Torquemada en 1484, sólo se excluía a los conversos e hijos y nietos de conversos condenados por el Santo Oficio. Esta práctica fue respaldada y extendida a todas las instituciones por los Reyes Católicos cuando en 1501 promulgaron dos decretos en los cuales se establecía que ningún hijo de condenado por la Inquisición podría ocupar ningún cargo o ser notario, escribano, médico o cirujano. Así pues, los Reyes Católicos no extendieron la discriminación a los conversos en general. Los estatutos de limpieza sangre que incluían a todos los conversos fueron decididos por cada institución de forma independiente. Al parecer, la primera orden religiosa que aplicó la exclusión de los conversos fue la de los dominicos en 1489, a la que siguieron los jerónimos en 1493, después de que pocos años antes la Inquisición condenara y quemara a cinco de sus miembros por judaizar. Los franciscanos la aprobaron treinta años más tarde, en 1525, no sin una fuerte oposición interna.

#### El estatuto de limpieza de sangre de la catedral de Toledo (1555)
El estatuto de limpieza de sangre de la catedral de Toledo fue confirmado sucesivamente por el papa Paulo III en 1548, por el papa Julio III en 1550, por el papa Paulo IV en 1555 y por el rey Felipe II en 1556. Este estatuto permaneció vigente durante siglos y no fue abolido hasta 1865.
A partir de ese estatuto:

Los Estatutos de Limpieza de sangre se multiplicaron por toda España de forma arrolladora. Cofradías y gremios comienzan a excluir a los conversos de su seno. Las principales Ordenes religiosas siguen el mismo camino: jerónimos, franciscanos, dominicos, órdenes militares y colegios universitarios. En 1541 se había establecido ya el Estatuto en las catedrales de Bajadoz, Sevilla, Jaén, Córdoba, Oviedo, León y Sigüenza. En 1530 se había establecido en la Capilla de los Reyes de la catedral de Toledo.

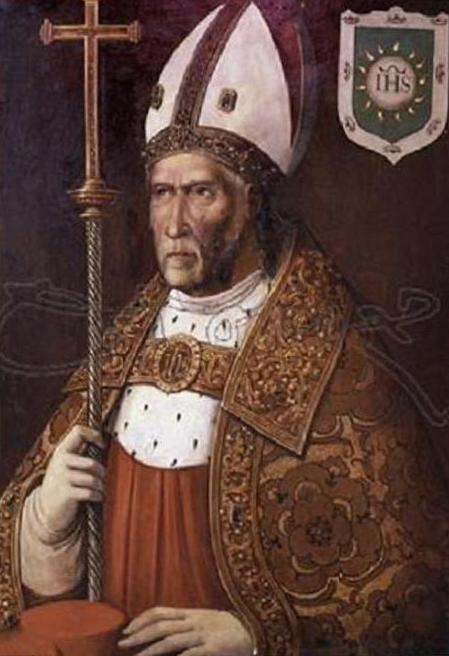
Retrato de Juan Martínez Silíceo, arzobispo de Toledo, por Francisco de Comontes,.

En cuanto a las sedes episcopales, solo algunas adoptaron estatutos de limpieza de sangre (Sevilla, Córdoba, Jaén, Osma, León, Oviedo y Valencia). La más importante, Toledo, sí que lo hizo, aunque no sin que se produjera una fuerte polémica en la que se vieron envueltos el papado y la monarquía. Durante muchos años, los miembros del cabildo de la catedral de Toledo se habían resistido a que se introdujera un estatuto de limpieza de sangre para acceder a él, hasta que el nuevo arzobispo nombrado en 1546, Juan Martínez Silíceo, que se sentía muy orgulloso de ser un cristiano viejo, se opuso al nombramiento de un converso —cuyo padre había sido condenado por la Inquisición— para una canonjía vacante de la catedral. Silíceo logró que el papa revocara el nombramiento —en una carta le dijo que, si se le admitía, convertiría la sede toledana en una «nueva sinagoga»— y a continuación, el 23 de julio de 1547, convocó una reunión del cabildo en la que por 24 votos contra 10 se aprobó un estatuto de limpieza de sangre. En el curso del debate, el arzobispo Silíceo utilizó por primera vez el término «raza» —como sinónimo de «linaje»— en el contexto de la «limpieza de sangre».

[...] se propuso un estatuto por nos Arzobispo de Toledo en esta Santa Iglesia en el cual se contenía desde aquel día en adelante todos los Benefiziados de aquella Santa Iglesia a Dignidades como Canonigos Razioneros Capellanes y clerizones fuesen xristianos Viejos sin raza de Judio ni de Moro ni hereges.

Inmediatamente protestaron los arcedianos de Guadalajara y de Talavera, quienes amenazaron con apelar al papa. También se opuso el ayuntamiento de Toledo, porque a su juicio despertaría «odios y perpetuas enemistades»; por ello, pidió la intervención del príncipe Felipe, que gobernaba los reinos peninsulares en ausencia de su padre, el emperador y rey Carlos I. Felipe solicitó la opinión al Consejo de Castilla, que recomendó la suspensión del estatuto por considerarlo «ynjusto y escandaloso» y porque «de la execución dél se podrían seguir muchos ynconvenientes». Esta opinión era compartida por una junta del clero convocada a tal efecto y por la Universidad de Alcalá, que lo condenó como fuente de «discordia sembrada por el diablo».
Así, en septiembre de 1547 fue suspendido el estatuto. No obstante, en 1555 el papa lo aprobó y a continuación Felipe, ya rey, lo ratificó. Al parecer, fue convencido por varios de sus consejeros antijudíos y por el propio arzobispo Silíceo, cuando afirmó que «todas las herejías que han ocurrido en Alemania y Francia fueron sembradas por descendientes de judíos, como ya hemos visto y vemos diariamente en España». En su afán por conseguir la introducción del estatuto de limpieza de sangre en la catedral de Toledo, el cura Melchor Izo llegó a falsificar una supuesta Carta de los judíos de Constantinopla enviada a los judíos de Zaragoza en 1492 para aportarla como «prueba» de la existencia de un complot de los judíos para, a través de los conversos, acabar con los cristianos y «violar sus templos, y profanar sus sacramentos y sacrificios».
Tras su aprobación, el estatuto de limpieza de sangre de la catedral de Toledo se convirtió en el modelo para los estatutos que se aprobaron después. En su célebre Vida y hechos del emperador Carlos V, el cronista benedictino fray Prudencio de Sandoval justificó este «santo y prudente estatuto de que ninguno que tuuiesse raza de confesso pudiesse ser preuendado en ella ["en la santa Iglesia de Toledo"]»:

[...] porque donde ay alguno de tan mala raza, pocas vezes la ay, que es tan maligna esta gente que vasta vno, para inquietar a muchos. Non condeno la piedad Christiana que abraza a todos; que erraria mortalmente, y sè que en el acatamiento diuino, no ay distincion del Gentil al Iudio; porque vno solo es el Señor de todos. Mas [¿] quien podra negar, que en los descendientes de Iudios permanece, y dura la mala inclinacion de su antigua ingratitud y mal conocimiento, como en los negros el accidente inseparable de su negrura? [...] [q]ue si bien mil vezes se juntan [los negros] con mujeres blancas, los hijos nacen con el color moreno de sus padres. Assi al Iudio no le basta por tres partes hidalgo, o Christiano viejo, que sola vna raza lo inficiona, y daña, para ser en sus hechos de todas maneras Iudios dañosos por estremo en las comunidades.

Jean-Frédéric Schaub ha destacado que el siglo que separa los dos documentos toledanos, el de 1449 y el de 1555, «es el del paso de las persecuciones medievales hacia formas nuevas de exclusión colectiva».

Es en esto que la cuestión de la relación entre la ideología ibérica de la pureza [de sangre] y el racismo moderno toma su sentido. Durante mucho tiempo, el arsenal de la exclusión ha permanecido complejo y diversificado: la posición social de las personas examinadas y la sinceridad de su fe cristiana pesaban tanto como su ascendencia familiar […] Sin embargo, varias evoluciones favorecieron una lectura cada vez más basada en el linaje de las personas.

Así, «el siglo XV ibérico se caracteriza por el paso de una sociedad marcada por la oposición entre cristianos y no cristianos a una sociedad dividida entre cristianos viejos, cristianos nuevos y no cristianos».

#### Los Estatutos de limpieza de sangre después de 1555
En la Universidad de Salamanca se intentó introducir un estatuto de limpieza de sangre en 1562, pero el claustro resolvió «que por agora no se hiciese». Tres años antes había sido nombrado catedrático de hebreo un conocido converso, Martín Martínez de Cantalapiedra, como antes de él lo había sido otro, Pablo Coronel.

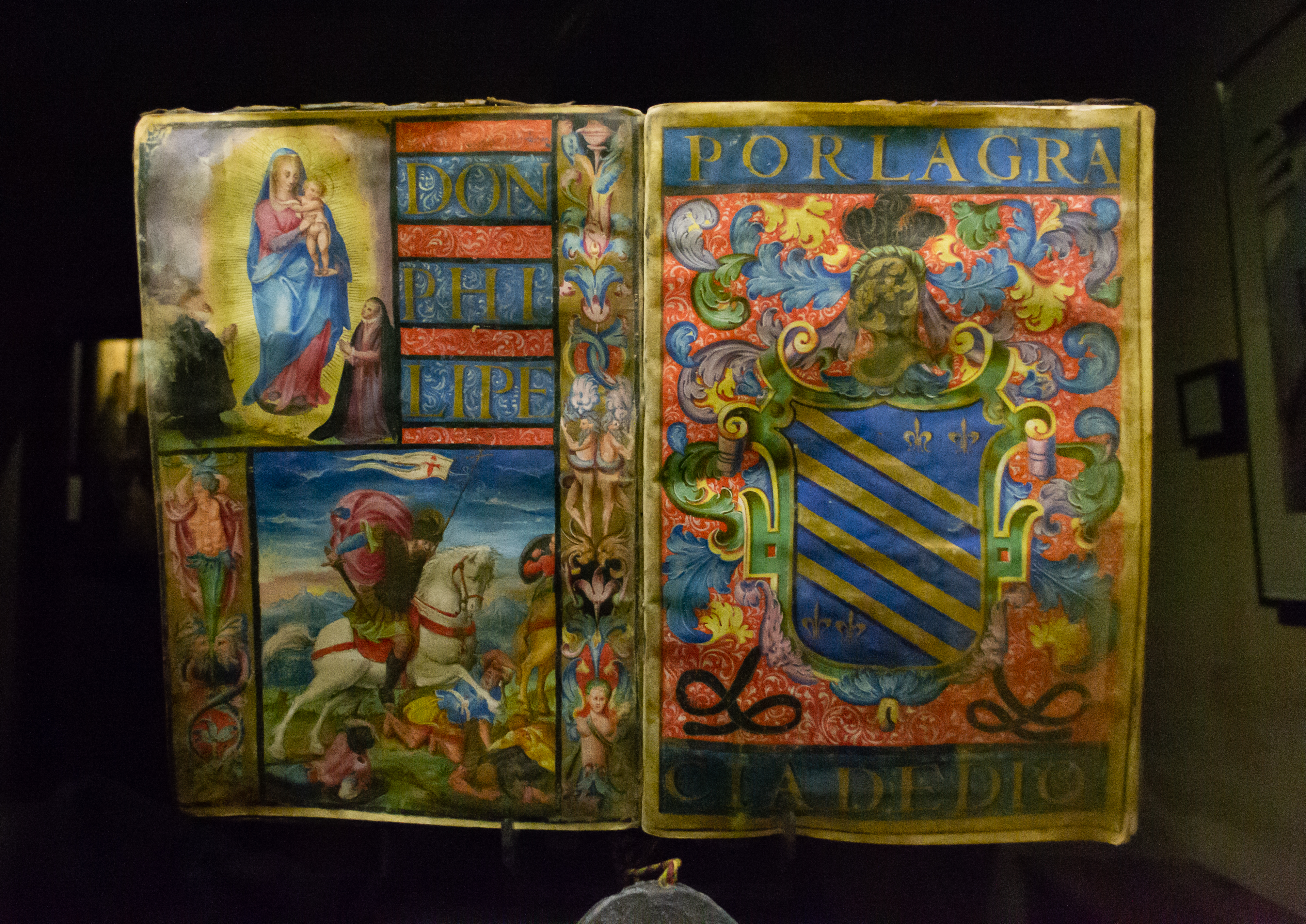
Ejecutoria o proceso de limpieza de sangre de la familia Crespo López (Granada, Palacio de los Olvidados). Los que pretendían acceder a determinados cargos, debían demostrar que entre sus antecesores ni había habido nadie condenado por la Inquisición ni era judío o musulmán. Si las pruebas genealógicas que presentaba no eran consideradas suficientes, se nombraba una comisión que visitaba las localidades donde podía obtener información y tomar declaraciones juradas a testigos acerca de los ascendientes del pretendiente. El proceso podía durar años y eran frecuentes los sobornos y el perjurio para demostrar que se era «cristiano viejo».

Aunque las instituciones que exigían pruebas de sangre eran relativamente pocas, los conversos vieron muy limitadas sus posibilidades de ascenso social al no poder acceder a algunas de ellas, como los colegios mayores o las órdenes militares. Según Henry Kamen, las «comunidades del estatuto», como se las llamaba, se reducían a los seis colegios mayores de Castilla; a algunas órdenes religiosas (jerónimos, dominicos y franciscanos); a la Inquisición, que aprobó su estatuo de limpieza de sangre en 1572; y a algunas catedrales (Toledo, Sevilla, Córdoba, Jaén, Osma, León, Oviedo y Valencia). Prácticamente sólo un sector secular se veía afectado por los estatutos: las órdenes militares (la orden de Santiago adoptó uno de estos estatutos en fecha tardía, en 1555) y su órgano administrativo, el Consejo de Órdenes. Algunos asuntos legales, como el del mayorazgo, también establecieron condiciones de limpieza de sangre. Finalmente, un puñado de municipios y de hermandades, repartidas por Castilla, practicaban también la exclusión. Sin embargo, algunas de estas instituciones eran muy importantes, como es el caso de los colegios mayores, ya que la exclusión de los conversos significaba cerrarles el paso a ocupar los altos cargos eclesiásticos y estatales, o el de las órdenes militares, ya que las encomiendas eran una de las formas de acceder a la nobleza. «El panorama, evidentemente, era negro para los conversos», afirma Kamen.
Kamen advierte que «los estatutos nunca formaron parte del derecho público español y nunca figuraron en ningún cuerpo de derecho público. Su validez estaba restringida sólo a aquellas instituciones que los habían adoptado». Por otro lado, los estatutos existían casi exclusivamente en la Corona de Castilla. En Cataluña eran desconocidos. Asimismo los estatutos siempre fueron muy criticados, no gozaron de amplia aceptación y en muchos casos no se cumplieron, además de que se podían burlar mediante el soborno o la presentación de pruebas falsas. Por ejemplo, en 1557, un año después de que Felipe II confirmara el estatuto de la catedral de Toledo, fue nombrado como canónigo un converso. Según Kamen, para entrar en la nobleza no se exigía la limpieza de sangre, aunque los conversos condenados por la Inquisición por herejía podían ser excluidos.
Sin embargo, la barrera de la limpieza de sangre existía. Los que pretendían acceder a determinados cargos, debían demostrar que entre sus antecesores no había habido nadie condenado por la Inquisición ni judío o musulmán. Si las pruebas genealógicas que presentaba no se consideraban suficientes, se nombraba una comisión que visitaba las localidades donde podía obtener información y tomar declaraciones juradas a testigos acerca de los ascendientes del pretendiente —en ocasiones un simple rumor bastaba para dudar de su «limpieza de sangre»—. El proceso podía durar años y eran frecuentes los sobornos y el perjurio para demostrar que se era «cristiano viejo».
Jean-Frédéric Schaub ha destacado que la nueva división entre «cristianos viejos» y «cristianos nuevos» (y no cristianos), que había sustituido a la medieval entre cristianos y no cristianos, se tradujo en un interés generalizado por la genealogía. «Por todas partes, las familias se dedicaron a establecer su ascendencia para afirmar mejor su posición social. Los viejos cristianos deseaban probar que no estaban mezclados con los convertidos. Los nuevos cristianos, mediante el recurso a la falsificación, intentaban borrar las huellas del pasado de sus ancestros». «Estos procedimientos acreditaban la idea de que los fluidos del cuerpo, y sobre todo la sangre, transmitían del padre y la madre a los hijos un cierto número de cualidades morales».
En los procesos para establecer la limpieza de sangre se preguntaba a los testigos «si saben que» el pretendiente (a entrar en la institución que tenía establecido ese requisito) y sus antecedentes familiares «todos y cada uno de ellos an sido y son Christianos viejos, limpios, de limpia sangre, sin raça ni macula, ni descendencia de Iudios, Moros ni conversos, ni de otra secta nueuamente conuertidos, y por tales son auidos y tenidos, y comunmente reputados». Aquí la «raza» era entendida como linaje «manchado», que era la concepción más extendida en la Monarquía Hispánica. Así los «cristianos viejos» no tenían «raza». «Raza en los linages se toman en mala parte, como tener alguna raza de Moro, o Judio», se decía en el Tesoro de la lengua castellana o española (1611) de Sebastián de Covarrubias Orozco.
Lo que más preocupaba a los contemporáneos era que la «infamia» que recaía sobre una persona también recaía sobre su familia y sus descendientes. De ahí que las sentencias de los tribunales que conllevaban vergüenza pública fueran más temidas que la pena de muerte. Se consideraba que el estigma que recaía sobre una persona y sobre un linaje era perpetuo y ni siquiera el bautismo lo podía borrar. Esta doctrina —«básicamente racista», según Kamen— fue fomentada por la Inquisición con su costumbre de colgar en un lugar visible los sambenitos, una vez que los condenados habían finalizado el período de castigo, «para que siempre aya memoria de la infamia de los herejes y de su descendencia». Incluso cuando los sambenitos se hacían viejos, se reemplazaban por otros nuevos para que la «infamia» de un linaje no se olvidara. Esta costumbre se mantuvo hasta finales del siglo XVIII. «Estos sambenitos eran profundamente odiados no solo por las familias afectadas, sino también por las comarcas a las que pertenecían las iglesias donde se colgaban, a las que acarreaban ignominia».

### Crítica y oposición a los Estatutos

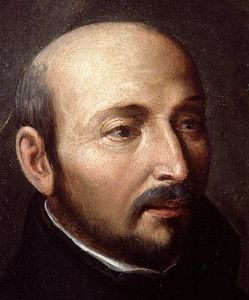
Ignacio de Loyola

Los estatutos de limpieza de sangre fueron criticados por ciertos sectores, como en el caso de la catedral de Toledo o el de la Universidad de Salamanca. Una de las personas que mostró una oposición más firme a los estatutos fue Ignacio de Loyola, fundador de la Compañía de Jesús, quien en una ocasión afirmó que le habría gustado descender de los judíos porque así podría ser «pariente de Cristo Nuestro Señor y de Nuestra Señora la gloriosa Virgen María». Al culto que había a la pureza de sangre Ignacio de Loyola lo calificaba como «el humor español». Así pues, los jesuitas admitieron a los conversos, de quienes el rector del colegio jesuita de Alcalá escribió en una carta a Ignacio de Loyola: «se encuentra entre ellos más virtud que entre los cristianos viejos y los hidalgos». El sucesor de Ignacio de Loyola como general de la Compañía en 1556 fue un converso, Diego Laínez, lo que suscitó la oposición entre ciertos sectores de la Iglesia. Francisco de Borja, sucesor de Laínez y cristiano viejo, escribió en una carta que para el Señor «no hay acepción de personas ni distinción entre griego y judío, entre bárbaro y escita». Las presiones sobre los jesuitas aumentaron, siendo presentados a veces como un grupúsculo de judíos, hasta que en 1593 aprobaron la exclusión de los conversos. Pero la medida fue abolida quince años después al aprobarse que se permitiría entrar a los conversos que hubieran sido cristianos desde hacía cinco generaciones («la mayoría de los conversos de España para esa fecha habían sido, de hecho, cristianos de cinco generaciones, como resultado de las conversiones obligatorias de 1492», por lo que los conversos podían volver a ser admitidos en la Compañía). Poco antes el jesuita Juan de Mariana había escrito en su tratado El rey (1599) una dura crítica a los estatutos de limpieza de sangre argumentando que «las notas de la infamia no deben ser eternas, y es preciso fijar un plazo fuera del cual no deben pagar los descendientes las faltas de sus antepasados».
Ese mismo año de 1599 se publicó el alegato más rotundo que se había escrito nunca contra los estatutos y que causó una gran conmoción porque su autor había sido miembro de la Inquisición y además era un prestigioso teólogo dominico de 76 años. Se trataba de Agustín Salucio, quien en su Discurso planteó dos críticas a los estatutos: que ya no tenían vigencia porque ya no había conversos que judaizaran y que habían traído más males que bienes —«de la paz dicen que no la puede aver estando dividida la república en dos vandos», afirmaba—. Y concluía: «Gran cordura sería assigurar [sic] la paz del reyno limitando los estatutos, de manera que de chistianos vejos [sic] y moriscos y confessos, de todos se venga a hazer un cuerpo unido y todos sean christianos viejos y seguros».
El libro de Salucio, que recibió el apoyo de muchas autoridades civiles y eclesiásticas, abrió una enorme crisis en el seno de la Inquisición. La primera reacción del Consejo de la Suprema Inquisición fue prohibir el libro, pero no pudieron detener su difusión porque Salucio había enviado copias a los procuradores de las Cortes de Castilla, quienes reclamaron la intervención del rey Felipe III para que tomara una resolución, ya que «en España más estimamos a un hombre pechero y limpio que a un hidalgo que no es limpio». El valido del rey, el duque de Lerma, encargó un informe al inquisidor general, quien elogió el libro de Salustio, pero a pesar de ello el libro continuó estando prohibido.
Al libro de Salucio le siguieron otros que criticaban los estatutos, algunos de ellos escritos por miembros destacados de la Inquisición. Pero hasta la llegada al poder en 1621 del Conde-Duque de Olivares, tras subir al trono Felipe IV, no se hizo nada por cambiarlos. En 1623 la Junta de Reformación decretó nuevas normas que modificaban la práctica de los estatutos. Se eliminaban las pruebas de limpieza cada vez que se ascendía o se cambiaba de empleo, no se haría caso de los "rumores" para determinar la limpieza de sangre y tampoco de los testimonios orales que no estuvieran apoyados en pruebas sólidas, así como se prohibía la difusión de las obras en las que aparecían listados de familias de origen judío, como el "Libro verde de Aragón". Sin embargo, los «consejos, tribunales, colegios mayores y comunidades con estatutos» a los que iba dirigida la reforma parece que la incumplieron, a pesar de que, como escribió un miembro de la Junta de Reformación, eran

causa y principio de mucha multitud de pecados, perjurios, falsedades, pendencias, muertes, pleytos criminales y civiles, y que muchos de los nuestros, viendo que no son admitidos a las honras y oficios de su patria, se hayan ausentado de estos Reynos e ídose a otros, desesperados de verse infamados.

En 1626 el Consejo de la Suprema Inquisición, a instancias del Conde-Duque de Olivares, hizo público, según Henry Kamen, «el más extraordinario documento que jamás saldría de su seno». Se trataba de una crítica frontal hacia los estatutos en la que entre otras cosas se decía:

En gran parte se dificultan pensamientos tan conformes a los de Dios si permanecen divisiones tan odiosas y de corages tan sangrientos como los que intervienen entre los que se tienen por limpios y los que reputan por maculados con raza de judaísmo.

Resulta pues que, aviendo cessado totalmente lo que dio causa a los estatuos, será prudencia civil y política por lo menos que cesse el rigor en la execución de ellos.

Sin embargo, sólo dos años después el Consejo de la Suprema declaró por mayoría de votos que «tenemos por cierto que es justa y loable la observancia de los estatutos de limpieza». Por su parte, el poeta Francisco de Quevedo acusó al Conde-Duque de Olivares de ser un agente de los judíos, simplemente porque había recurrido a las redes de «banqueros portugueses» de ascendencia marrana (en aquel momento el reino de Portugal formaba parte de la Monarquía Hispánica). Así pues, los estatutos continuaron a pesar de todas las críticas en las que se volvió a reiterar que «es cosa absurda y de gran perjuycio».

### Pervivencia en los siglosXVIIIyXIX
Según Henry Kamen, la limpieza de sangre «nunca se aceptó oficialmente en el derecho español, ni en la mayor parte de las instituciones, iglesias ni municipios de España. El daño más profundo fue el que hizo, como sucede con otras discriminaciones raciales, en el ámbito del estatus, el rango social y la promoción. Pero en ningún momento llegó a convertirse en una obsesión nacional. [...] A finales del siglo XVII, los pocos estatutos que aún perduraban eran abiertamente ignorados y contravenidos a cada paso». La única excepción fue el caso de los chuetas de Mallorca, cuya discriminación se mantuvo hasta la segunda mitad del siglo XIX.
Sin embargo, como reconoce el propio Kamen, los ministros ilustrados del reformismo borbónico, influidos por las nuevas ideas de racismo científico propio del siglo de las Luces,  no los abolieron a pesar de que los criticaron —el conde de Floridablanca los condenó porque «se castiga la más santa acción del hombre, que es su conversión a nuestra santa fe, con la misma pena que el mayor delito, que es apostatar de ella»—. Además, en el siglo XVIII la idea de limpieza de sangre se entendió también como limpieza de oficios, es decir, de no haber desempeñado ningún oficio o comercio servil. Como prueba de su larga pervivencia se puede citar que en una fecha tan tardía como 1804, el rey Carlos IV estableció que ningún caballero de orden militar se podía casar sin que un consejo determinara la «pureza de sangre» de la cónyuge.
Los estatutos de limpieza de sangre fueron abolidos por una Real orden del 31 de enero de 1835, en el marco de la Revolución liberal española que puso fin al Antiguo Régimen, aunque hasta 1859 se mantuvo para los oficiales del ejército. Una ley de mayo de 1865 abolió las pruebas de «limpieza de sangre» para los matrimonios y para ciertos cargos civiles y militares. Ese mismo año se permitió que aquellos cuya «pureza de sangre» no se podía establecer (es decir, los nacidos fuera de matrimonio) podían ingresar en la educación religiosa superior y un año después, se eliminó el examen de «pureza de sangre» como condición de admisión a la educación superior laica. Hasta una fecha tan tardía como 1870, la «pureza de sangre» no dejó de ser un criterio para la admisión a cargos de profesor o en la administración pública.

## Los estatutos en América

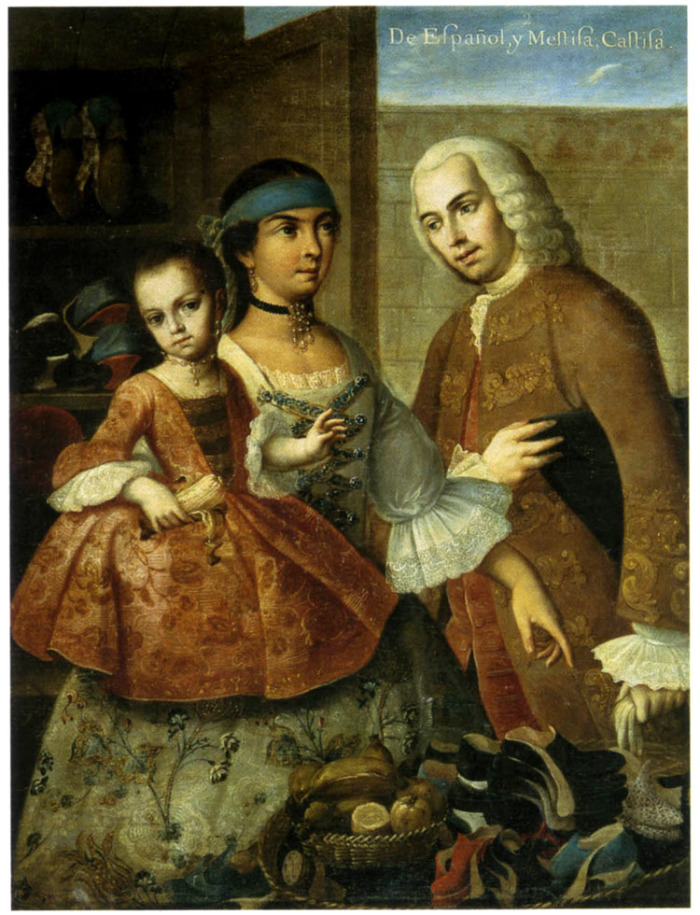
Pintura de castas del siglo XVIII que representa a una castiza, resultado de la unión de una mestiza y un español.

Los estatutos de limpieza de sangre también se establecieron en el Imperio español en América como un instrumento para asegurar la preeminencia social de los «peninsulares» (los colonizadores nacidos en Europa, también llamados «gachupines» o «chapetones») y de los «criollos» (los colonizadores nacidos en América de ascendencia hispana). En este caso se trataba de demostrar que no se tenía ningún ascendiente indio o africano. Y esto era especialmente relevante en una sociedad colonial cada vez más mezclada étnicamente, hasta el punto de estructurarse según un sistema de castas determinado por el color de la piel ―lo que ha sido calificado como una «pigmentocracia»―.  Como ha destacado el hispanista británico John Elliott, «la limpieza de sangre se convirtió en la América española en un mecanismo para el mantenimiento del control por parte de la élite dominante. La acusación de sangre mezclada, que acarreaba el estigma de ilegitimidad (agravado por el de la esclavitud cuando había también ascendencia africana), se podía usar para justificar una política segregacionista que excluía a las castas de cargos públicos, desde el ingreso en corporaciones municipales y órdenes religiosas hasta la matriculación en colegios y universidades, y también de la afiliación en muchos gremios y cofradías».
Max Sebatián Hering Torres coincide con Elliott: «Mediante la limpieza de sangre no sólo se construyeron nuevos axiomas de la honra; también se construyeron fronteras imaginarias de carácter simbólico e imaginado entre puros e impuros, entre superiores e inferiores. A través de la construcción de estas categorías binarias se minó el impacto de integración del bautismo, en la medida en que el origen, la herencia y el cuerpo operaron como plataforma de integración o exclusión. Concluimos entonces que, a partir de un antijudaísmo racial peninsular, la limpieza de sangre en las Américas se convirtió en una estrategia de racialización colonial, porque codificó las relaciones sociales de forma jerárquica mediante símbolos corporales y culturales».
Así pues, como también ha señalado Hering Torres, «en Hispanoamérica la limpieza de sangre se articuló con el color de la piel y tuvo un impacto sobre la mayoría de la población "no blanca" y sin privilegios. El concepto de "raza" en la Colonia significaba, al igual que en España, linaje. Y, al igual que allí, en el Nuevo Mundo "raza" también implicaba tener un defecto, una tacha en el linaje. Pero, a diferencia de España, la mácula no sólo se demostraba a través de la memoria y la calidad de una persona, sino a partir del color de la piel, (especialmente a finales del siglo XVII y a lo largo del XVIII)». Así en los procesos de limpieza de sangre lo que se trataba de determinar era la «blancura», pues lo «no blanco» se convirtió en sinónimo de impureza y el «blanco» de pureza y de calidad. En un proceso de 1766 uno de los testigos declaró que el candidato y su mujer estaban «limpios de toda mala rasa, de Indio, negro, ni Mulato». En otro proceso de 1757 el testigo declaró que conocía al candidato de «vista, trato y comunicazion» y «desde que vino a esta ciudad […] ha sido havido conocido y reputado por hombre blanco sin maculas ni mescla de mala rasa en su nasimiento y por tal fue admitido en el Colegio del Rosario de dicha ciudad de Santafe». En una fecha tan tardía como 1789 el capuchino Joaquín de Finestrad escribió en su obra El vasallo Instruido que a los «blancos» «la misma naturaleza no los quiso envilecer con el lunar ignominioso que lleva consigo la sangre de negro, zambo, mulato y otra casta de gentes, exceptuando a los indios puros».
Sin embargo las barreras de segregación entre los «españoles» y las castas no eran infranqueables. Así en Nueva España se podía eliminar el estigma de sangre india, que no africana, al cabo de tres generaciones mediante matrimonios sucesivos con la casta superior en el orden «pigmentocrático»: «Si el compuesto es nacido de español e indio sale la mancha al tercer grado, porque se regula que de español e indio sale mestizo, de éste y español castizo, y de éste y español ya español». Además desde finales del siglo XVI los mestizos de ascendencia legítima podían comprar a la Corona, siempre necesitada de fondos, un certificado que los clasificaba como «españoles»,  con todas las ventajas que eso implicaba para sus descendientes. Pero, como ha destacado Elliott, «la América colonial española se desarrolló hasta convertirse en una sociedad codificada por el color».
Por otro lado, numerosos edictos figuran en la Recopilación de las Leyes de Indias, que impedían a los conversos, sus descendientes y a los reconciliados por la Inquisición, trasladarse a América. Esa reiteración repetida se ha considerado indicio, por algunos autores, de que estas disposiciones habrían sido ignoradas muchas veces.

## Los estatutos de limpieza de sangre, ¿el origen del racismo europeo?
Como ha señalado Max Sebastián Hering Torres, de la Universidad Nacional de Colombia, «la limpieza de sangre ha sido interpretada desde múltiples perspectivas y no existe consenso sobre su significado en el marco de la historia del racismo». Cecil Roth la calificó en 1940 como «antisemitismo racial» y como el «precedente de la legislación aria del siglo XX» y el historiador español Antonio Domínguez Ortiz consideró la doctrina de la limpieza de sangre como «puro racismo». Otros historiadores, sin embargo, se han opuesto a estas tesis. Guido Kisch afirmó en contra de Roth: «El concepto y la doctrina racial no tienen fundamento en la ley medieval tanto eclesiástica como secular». Por su parte, Francisco Márquez Villanueva negó el significado racista de la limpieza de sangre por no basarse en biologismos indelebles.
El historiador francés Jean-Fréderic Schaub se preguntaba en 2014 si los «estatutos de pureza de sangre se encontraban en el origen del racismo europeo» y se contestaba que «la respuesta debe ser matizada».

Por un lado, las reglas de los estatutos y los procedimientos inquisitoriales han dado fuerza a la idea de que las cualidades morales se transmitían a través de los fluidos y los tejidos del cuerpo, de generación en generación. Estos instrumentos de exclusión estaban destinados a aislar en el seno de la sociedad a grupos y familias que se parecían sin embargo a sus vecinos y conciudadanos. Ni su lengua ni el color de su piel, ni incluso la religión que profesaban eran la causa del rechazo. Es por esto por lo que era necesario revelar su naturaleza oculta, una naturaleza malvada y peligrosa para la sociedad mayoritaria. Desde este punto de vista, el trabajo de depuración de las sociedades ibéricas sobre ellas mismas ha sido una etapa importante en la historia de las categorías raciales. Por otro lado, a lo largo de la época moderna, la caracterización racial de personas y de grupos ha estado mezclada de consideraciones sociales, religiosas, e incluso climáticas, astrológicas u otras. Hay que esperar a una época más reciente para que la categoría racial sea suficiente ella misma para definir personas y colectividades. En el siglo XVII, Europa no se encontraba todavía allí.

Hering Torres ha defendido una tesis que presenta ciertas coincidencias con la de Schaub:

La limpieza de sangre se trasluce en el marco estudiado como un racismo antijudío que opera con base en elementos conceptuales como el contagio, la impureza, la herencia y la "raza" como defecto del linaje. Estos principios discursivos, en la cotidianidad, se traducían como un sistema manipulable que excluía o incluía, según la impureza o pureza del candidato fabricada por la voz pública. No se excluía por la pertenencia religiosa, se excluía en razón de un origen del cual se temía se pudiese derivar un comportamiento inmoral debido a la impureza de la sangre, a la "raza" en la sangre. Con el giro racismo-antijudío se intenta rescatar el siguiente argumento. Es racista porque, a partir de imaginarios sobre el pasado, la herencia, el cuerpo y el contagio excluye y hace inferior en términos operativos, y antijudío (no antisemita) porque su fundamentación teológica-aristotélica pertenece a una tradición anterior a la modernidad.

Para el historiador José Manuel Nieto Soria, los estatutos de limpeza de sangre fueron la materialización del racismo de la propaganda anticonversa, que sostenía que «la maldad intrínseca de los conversos» debido a la sangre judía que corría por sus venas.

La propaganda anticonversa añadía una evidente connotación racista a sus argumentos al rechazar a los conversos por la mancha que suponía  su origen judío, al señalar que afectaría sin remedio a sus hijos, y a los hijos de sus hijos, recordando a los cristianos viejos que habían establecido relaciones familiares con cristianos nuevos que habían introducido en sus familias la ponzoña de la sangre judía.